# De' corpi marini, che su' monti si trovano
Il De' corpi marini, che su' monti si trovano è un'opera composta da Antonio Vallisneri pubblicata nel 1721. Il titolo originale esteso è "De' corpi marini, che su' monti si trovano; della loro origine e dello stato del Mondo avanti 'l Diluvio : lettere critiche di Antonio Vallisneri".

## Descrizione
(Antonio Vallisneri, De' corpi marini, che su' monti si trovano)
Nell'opera, Vallisneri espone le proprie teorie sull'origine dei fossili marini che si trovano sulle alture montane.
In un primo momento egli si dedica alla confutazione delle teorie che vedevano i fossili come semplici "scherzi di natura", resti di antichi pranzi consumati sui monti, animali marini nati da uova misteriosamente lievitate in altura o teorie basate sul Diluvio Universale. Confutate le suddette ipotesi, Vallisneri enuncia la propria teoria basata su lunghe osservazioni realizzate in montagna, teoria in grado di spiegare la presenza di fossili marini in altura dovuti all'emersione di terre anticamente coperte dalle acque marine dovute a sconvolgimenti geofisici della crosta terrestre.